# Marcial Antonio López Quílez
Marcial Antonio López Quilez (Daroca, 30 de junio de 1788 - Madrid, 30 de abril de 1857), barón de la Joyosa, fue un abogado, historiador y político aragonés, miembro de la Real Academia de la Historia.

## Biografía
Hijo del farmacéutico Pedro López y de Zenona Quílez, cursó los primeros estudios en el colegio de las Escuelas Pías de Daroca. Después continuó su formación en Zaragoza y posteriormente en la Universidad de Alcalá de Henares, donde acabó los estudios de Derecho. En 1816 era abogado del Colegio de Madrid. Obtuvo el acta de diputado en las Cortes Españolas por Aragón durante las Cortes constituyentes de 1820 y fue primer secretario hasta la disolución de estas en 1823. Tras ello, se exilió en Francia por motivos políticos.
Desde 1824 a 1831 parece que reside en Villanueva de Jiloca, según consta en el libro de registro del Archivo Parroquial, puesto que existen suficientes datos para pensar que alternaba su estancia en Valencia. 
Parece que volvió a la actividad pública hacia 1833. Ese año fue nombrado secretario de la reina regente María Cristina de Borbón, viuda de Fernando VII. En 1838 obtuvo el título de barón de Lajoyosa tras comprárselo al marqués de Bégida. De 1845 a 1849 fue director de la Real Academia de la Historia, en la que ingresó en 1836; y de 1844 a 1857, año en que murió, fue tesorero de la Real Academia Española. También fue secretario de la de Bellas Artes. Murió el 30 de abril de 1857.